# Asteranthera ovata
Asteranthera es un género monotípico o monoespecífico perteneciente a la familia  Gesneriaceae. Su única especie es Asteranthera ovata (Cav.) Hanst., que es endémica del Bosque templado húmedo de Sudamérica compartido por Chile y Argentina. En Chile se distribuye desde la Región del Biobío hasta la Región de Magallanes, mientras que en Argentina se desarrolla en las provincias de Chubut, Neuquén y Río Negro. 

## Descripción
Planta rastrera o trepadora, perenne, con los tallos marrones o verdosos flexibles de 3 a 4 dm de largo, cubiertos de pelos.
Tiene hojas opuestas, de borde dentado, forma oval con el ápice obtuso. Láminas hirsutas de color verde oscuro brillante.
Sus flores son hermafroditas, axilares, solas o en grupos de 2 a 3. Pedúnculos pubescentes con dos bractéolas cerca de la base. Cáliz con 5 sépalos dentados y pubescentes, corola con 5 pétalos de color rojo con líneas blancas, fusionados hacia la base. Presenta 4 Estambres, y un estaminodio. Estilo más largo que los estambres, estigma negro.
El fruto es una baya redondeada de 1 cm de diámetro, en la cual conserva el estilo. Tiene numerosas semillas diminutas.

## Hábitat
Es un género endémico del Bosque templado húmedo de Sudamérica compartido por Chile y Argentina. Se desarrolla en lugares sombríos y húmedos, en ambas vertientes de la Cordillera de los Andes entre los 100 y los 2.000 m s. n. m. Se encuentra en bosques de alerce.

## Taxonomía
El género Asteranthera fue descrito por Johannes Ludwig Emil Robert von Hanstein y publicado en Linnaea 26: 211 (1854) a partir del ejemplar tipo Asteranthera chiloensis Hanst., la cual actualmente es considerada sinónimo de A. ovata (Cav.) Hanst. Sin embargo, la especie habría sido descrita por Antonio José de Cavanilles bajo la nomenclatura Columnea ovata Cav., que Johannes posteriormente identificaría como A. ovata en  Linnaea 34: 417 (1865).

## Etimología
Su etimología es: Asteranthera: nombre genérico que proviene de las palabras griegas:  άστηρ, astēr = "estrella", y άνθηρα, anthēra = "antera", refiriéndose a la forma estrellada de las anteras. 
ovata, epíteto específico referido a la forma de sus hojas ovadas.
Sinonimia
- Asteranthera chiloensis Hanst.
- Columnea ovata Cav. [3]

## Nombre común
Estrellita, Estrelita del bosque